# Ippolito Ciera
Ippolito Ciera (ou Hippolito Cyera) est un compositeur italien de la Renaissance, actif à Trévise et Venise entre 1546 et 1561.

## Biographie
Ippolito Ciera n'ayant pas fait à ce jour l'objet d'étude universitaire dédiée, on possède sur lui peu d'éléments biographiques. Il est en mentionné pour la première fois en 1546 pour paiement de son salaire, en qualité de frère Dominicain et chanteur à la cathédrale de Trévise. Cette même année, il enseigne la musique aux novices du couvent de San Nicolò, enseignement pour lequel il est payé.
En 1561, il était devenu, d'après une mention dans son recueil de madrigaux, maître de chapelle à la basilique de San Zanipolo (Santi Giovanni e Paolo en italien), position prestigieuse, et l'un des foyers musicaux de l'époque en Europe. Il y a probablement fait connaissance d'Adrien Willaert, fondateur de l'école vénitienne, et a pu étudier en sa compagnie à l'instar de nombreux musiciens résidant à Venise à l'époque. Sa vénération envers lui est attestée par un sonnet élogieux qu'il lui a écrit et dédié, douzième madrigal dans son premier recueil de madrigaux,.

## Œuvre
L'ensemble de la musique de Ciera est vocale. De son œuvre, nous est parvenu une messe, quatre motets, et deux recueils publiés de madrigaux. Les dates de ses compositions s'échelonnent de 1554 à 1561. Son premier recueil de madrigaux, pour quatre voix, est publié en 1554, et son deuxième, pour cinq voix, en 1561. 
Le style de Ciera pour ses compositions sacrées (motets et messe) est influencé par l'école franco-flamande, imprégné d'imitations.
Pour ses madrigaux, il emploie des accords harmoniques, et parfois la technique de la note nere. Certains passages de ces madrigaux font usage de l'antienne, rappel de la polychoralité de l'école vénitienne.

## Source de la traduction
- (en) Cet article est partiellement ou en totalité issu de l’article de Wikipédia en anglais intitulé « Ippolito Ciera » (voir la liste des auteurs).